# Guy Homery
Guy Homery, est un religieux français né à Ploubalay le 25 août 1781 et décédé le 16 décembre 1861 à Créhen. Il est le fondateur de la congrégation des Sœurs de la Divine Providence. 
Il naît dans une famille modeste composée de douze enfants. Bon élève, il poursuit sa scolarité au collège de Saint-Malo. À l'âge de seize ans, il décide de devenir prêtre et rejoint le séminaire de Saint-Brieuc. Il est ordonné prêtre le 27 mai 1809.

## Fondation de la congrégation des Sœurs de la Divine Providence
Nommé vicaire au Fœil dans un premier temps, il devient trois ans plus tard recteur de la paroisse de Saint-Jacut-de-la-Mer. Confronté à une jeunesse peu formée, il commence à envisager la création d'une société de religieuses à qui il confierait l'instruction des enfants.

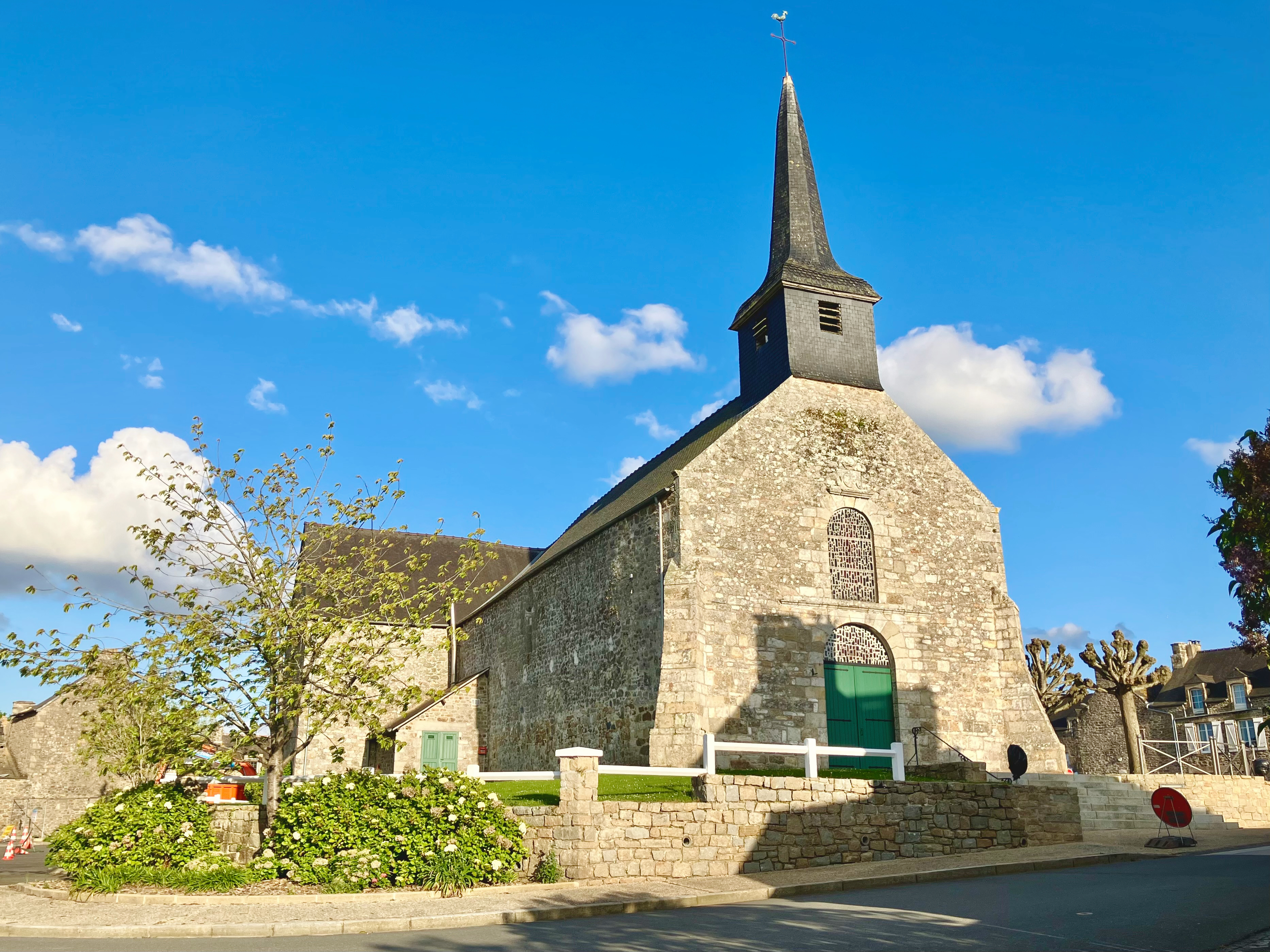
L'église Saint-Pierre de Créhen.

Le 13 janvier 1818, il est nommé recteur de Créhen. C'est dans ce bourg qu'il va recevoir la confirmation de sa vocation particulière. 
En 1822, lors d'une prière sur les marches de l'autel de l'église paroissiale Saint-Pierre, il entend une voix qui lui affirme : "Commence mon enfant, la Providence viendra à ton secours". Il rassemble cinq jeunes femmes et crée la congrégation de la Divine Providence, qu'il va vouer d'abord à l'instruction des enfants pauvres, en particulier des orphelins. Influencé par la spiritualité ignatienne (son cousin a longtemps été provincial des Jésuites), il élargit progressivement la mission de sa congrégation et l'oriente notamment vers l'animation de retraites spirituelles.
Il meurt à Créhen le 16 décembre 1861, à l'âge de 80 ans.